# Tectona
Tectona L. f., 1781 [1782] è un genere di alberi tropicali a legno duro che comprende tre specie comunemente note come teak o teck. Sono specie tipiche delle foreste tropicali e subtropicali del sud e del sud-est dell'Asia.
Il genere era tradizionalmente attribuito (Sistema Cronquist) alla famiglia delle Verbenacee ma la moderna classificazione filogenetica lo inquadra tra le Lamiacee.

## Descrizione
Sono alberi dal tronco grosso, diritto e cilindrico, che cresce fino ai 30-40 metri in altezza e fino a 1,5 m di diametro. Il tratto inferiore del tronco, sotto i rami più bassi, può superare anche i 10 m.
Le foglie sono opposte e molto grandi (da 30 a 60 cm), oblunghe, vellutate. Il teak perde le foglie nella stagione secca. I fiori sono raccolti in infiorescenze e sono bianchi e profumati. I frutti sono drupe rotonde, commestibili. Il teak fiorisce e fruttifica dall'età di 20 anni circa.
Il legno ha un colore che varia dal giallo pallido al bronzo e tende a volte al rosso. Contiene una resina oleosa naturale che lo rende estremamente resistente. Non è attaccato neppure dalle termiti.

## Tassonomia
La collocazione del genere Tectona nella famiglia Verbenaceae è stata recentemente messa in discussione dall'analisi filogenetica. Secondo l'ultima classificazione APG il genere va spostato nella famiglia delle Lamiacee.
Esistono tre specie:
- Tectona grandis L.f. (teak comune) che è di gran lunga il più importante, con una ampia distribuzione in India e Indocina.
- Tectona hamiltoniana Wall. (teak dahat) che è una specie nativa della Birmania
- Tectona philippinensis Benth. & Hook.f. (teak filippino) che è nativa delle Filippine ed è considerata in pericolo critico di estinzione[4].

## Coltivazione
Il teak cresce in foreste naturali della penisola indiana, in particolare in Birmania ed in Thailandia (ex Siam). Le zone più adatte alla produzione sono quelle pluviali, dove si alterna sempre una stagione decisamente secca ad una fortemente umida, fra il 10º ed il 25º grado di latitudine nord, ad altitudini che raggiungono spesso i 1500 m s.l.m. (in Birmania sui monti Chin Hills).
In tempi abbastanza recenti sono state realizzate con buoni risultati piantagioni in Costa d'Avorio, Tanzania, Nigeria, Camerun, Togo, Benin ed in America Centrale. I fusti hanno una lunghezza che varia dagli 8 ai 15 m, ed il loro diametro oscilla tra i 50 ed i 100 cm raggiungendo, in qualche raro caso, addirittura i 200 cm.

## Usi
Il legno è usato nella costruzione di manufatti per l'esterno, ponti di navi, strumenti musicali come il didgeridoo e in tutti quei posti dove è richiesta una forte resistenza all'acqua. È anche usato per i parquet. È molto diminuito invece (anche a causa del costo piuttosto elevato), l'utilizzo per mobilio e arredamenti da interno. Il suo massimo impiego si ebbe negli anni sessanta, in particolare per mobili di stile svedese o giapponese.
Il teak si lavora facilmente ed ha un olio naturalmente prodotto dalla pianta.
Esistono anche usi medicinali di questa pianta.
L'alburno del teak è chiaro, mentre il durame è bruno-dorato, con venature verdastre, a volte nere e grigie. Al tatto ed alla vista appare oleoso e con un caratteristico odore di cuoio vecchio. Contiene un'apprezzabile percentuale di silice ed è refrattario all'impregnazione, anche in autoclave.
La sua essiccazione all'aria è un processo piuttosto semplice, particolarmente per i fusti ai quali è stata praticata "l'anellatura di base". L'operazione, che viene effettuata ogniqualvolta si vogliano rendere i tronchi più galleggianti per farli fluitare facilmente, consiste nell'asportare un anello di corteccia in prossimità della base dell'albero per provocarne la morte in piedi. L'alimentazione risulta così interrotta avendo tagliato i canali principali di ascesa. Probabilmente l'effetto combinato di uno "svuotamento" del fusto, per gravità unito al consumo da parte delle foglie di ciò che rimane ancora a loro disposizione rende possibile una certa "pulizia" del tronco, che si libererà da molte sostanze coloranti assumendo, all'atto della segagione, un aspetto cromatico meno variegato.

### L'impiego nell'industria
Sopporta molto bene escursioni termiche, l'umidità, l'attacco della salsedine, e degli agenti atmosferici, condizioni che mettono al contrario a dura prova qualsiasi altro tipo di legno. Queste caratteristiche lo rendono uno dei legni più durevoli al mondo insieme al legno ebano, guaiaco e bosso.
Proprio grazie a queste sue caratteristiche di bellezza, durabilità, resistenza, duttilità, e immarcescibilità, il teak risulta un legno eccellente per le applicazioni più diverse. Carpenteria, costruzioni, edilizia, mobili, interni, industria nautica, sono alcuni tra i maggiori impieghi di questo legno.
Il teak giunse in Europa già agli inizi del XIX secolo, quando si scoprirono le sue doti eccezionali per l'impiego nell'industria navale. Infatti il teak grazie alla sua notevole resistenza alle intemperie viene oggi impiegato soprattutto nella realizzazione di ponti di navi (deck) senza richiedere alcun trattamento preservante. Altra sua particolarità molto importante è quella di non alterarsi a contatto con viti o ferramenta in genere. L'unico aspetto negativo è rappresentato dal prezzo piuttosto elevato, che ne limita l'impiego, ma è, d'altro canto, la specie legnosa più indicata ad utilizzi esterni.

### Il teak di piantagione
Particolare attenzione merita anche il teak di piantagione prodotto in Africa. In Costa d'Avorio i primi tentativi risalgono alla fine degli anni '20, quindi si possono trovare piante di circa 90 anni. II teak di piantagione, pertanto, cresce bene e con ottimi risultati nella fascia equatoriale, ma cambiando le caratteristiche del terreno, il legno si presenta "asciutto" e non oleoso come quello asiatico, pertanto necessita di trattamenti superficiali come per tutti gli altri tipi di legno. È una pianta che non cresce velocemente ed è molto resistente alle malattie.
Il teak viene attualmente utilizzato piuttosto di frequente anche nella produzione di pavimenti, di serramenti (note industrie venete, per motivi legati alla sostenibilità ambientale stanno ottenendo eccellenti risultati con lamellari di teak di piantagione) e nella costruzione di mobili da giardino.
È utile precisare che la denominazione "Teak Siam" è di origine commerciale, è tuttora in uso e risale ai tempi in cui l'attuale Thailandia si chiamava Siam ed esportava gran parte del teak in Europa. Attualmente la Birmania è il maggior esportatore di teak di origine naturale e si prevede che tra non molto tempo sopravviverà soltanto la denominazione di Teak Burma, dal momento che la Thailandia esporta il teak esclusivamente sotto forma di manufatti. Con Teak Burma si intende teak naturale proveniente dalla Birmania.

## Il teak nella letteratura
Nei romanzi della serie di Sandokan, la Tigre della Malesia, dello scrittore Emilio Salgari, viene usato questo legno per creare porte, rifugi e fortini, poiché questo legno "è talmente duro da resistere alle cannonate anche di grosso calibro e alle granate." In più nei libri viene spesso utilizzato dai dayaki per costruire i loro villaggi (kotte).
Inoltre il legno di Teak viene citato dal famoso scrittore George Orwell, nel suo romanzo Giorni in Birmania, in cui il protagonista, l'angloindiano John Flory, è il gestore di una società di legname. Questo legno viene utilizzato per costruire le abitazioni più moderne, per gli Europei presenti nella colonia e pochi altri.